# Англо-холандски поморски ратови
Англо-холандски поморски ратови су били низ ратова вођених између Енглеске (касније Велике Британије) и Низоземске републике у 17. и 18. веку за контролу над морем и трговачким путевима.
Након пропасти тзв. „Непобедиве арманде“ Шпанија је морала да одустане од првог места поморске силе света, а неуспеси у ратовима са Француском на копну довели су до само њеног даљег слабљења. То је омогућило Португалу да 1640. г. изађе из персоналне уније са Шпанијом у коју је био присиљен да уђе још 1580. г.. Из истих разлога долази до отцепљења Северних провинција 1581. г. које су усвојиле Акт о одрицању верности шпанском краљу, декларацију о независности провинција чиме је званично збачен Филип II од Шпаније као владар северних провинција.
Након проглашења своје независности, провинције Холандија, Зеланд, Гронинген, Фризија, Утрехт, Оверејсел и Хелдерланд су основале конфедерацију. Све ове провинције су биле аутономне и имале своје скупштине. Сталешке скупштине Низоземља, конфедерална скупштина, је заседала у Хагу и састојала се од представника из сваке од седам провинција. Ретко насељена област Дренте, која се углавном састоји од лошег тресетишта, је била део републике, иако Дренте није био сматран једним од провинција. Он је имао своје представнике, док је управника Дрентеа именовала Сталешка скупштина.
Током наредних неколико деценија, нагло је јачала привреда Низоземске републике. Велики замах занатске производње свих врста омогућио је процват око 200 градова као центара фландријске и холандске производње и трговине. Холандски лучки градови постали су највећа светска средишта поморског промета, јер је преко тих лука ишло око 50% комплетног тадашњег европског претовара и тако Низоземска република у првој половини XVII века заузима водећи положај у светској поморској трговини. Само из Амстердама, „највеће трговачке вароши у хришћанском свету“, испловиле би два пута годишње флоте од 700 до 800 бродова. Холандија је располагала са око 16000 трговачких бродова, док су све остале поморске државе зајдно имале једва око 4000 бродова, од чега Енглеска свега 570. Уз то је имала и апсолутни монопол у лову на харинге у Северном мору, знатан део у лову на китове - 3000 рибарских бродова и годишњи доходак од око 60 милиона гулдена - богате колоније у Индији, југоисточној Азији - тзв. Холандска источна Индија - Борнео, Јава, Целебес, Цејлон, јужној Африци и атлантској обали Северне Америке. Холандски насељеници су основали данашњи Њујорк који се тада звао Нови Амстердам. Чак су неко време у свом поседу имали и кинеско острво Тајван. Њена поморска трговина протезала се дуж енглеске, француске, шпанске и италијанске обале све до Леванта па све до Јапана, а рекама Шелдом, Мезом и Рајном допирала је дубоко у Европу.
Гомилајући огромна богатсва из свих крајева света и вишеструко надмашјући своје поморске такмаце највише је угрожавала Енглеску; у то доба је у рукама Холандије било 9/10 енглеске спољне трговине, а поморска трговина Холандије била је петоструко веће него у Енглеској. По Колберовој оцени холандска трговина износила је 4/5 целокупне европске трговине. Због тога је Енглеска после револуције 1648. г., проглашења републике и доласка Оливера Кромвела на власт приступила мерама за национализацију свог тржишта. Најважнија мера био је Навигацијски акт донет 9. октобра 1651. г. чије су одредбе драстично погодиле холандску трговину. Кромвел је повео веома веома агресивну политику експанзије Енглеске, нарочито на валадање морима. Енглеска је усвојила политку која је би се укратко свела на: „Ко влада морем, тај влада трговином света, а ко влада светском тговином, поседује светска богатства и влада светом.“
Ситуација између Низоземске републике и Енглеске је убрзо кренула ка ратном решењу проблема. Холандска ратна морнарица није одговарала ни проближно јачини, задацима и замаху трговачке морнарице. Но, географски положај Низоземске био је управо идеалан за превожење прекоморске робе у Европу, али јој је Енглеска својим положајем могла затворити оба морска прилаза - и кроз Ламанш и кроз Северно море.
Битке су се углавном водиле на уском морском подручју између данашње британске, белгијске и холандске обале. Био је укупно 15 већих поморских битака.

## Вестминстерски мир и последице Англо-холандских ратова
Мир између Енглеске Холандије склопљен је 19. фебруара 1674. године у Вестминстеру. Вестминстерским миром Холанђани су и поред тога што су добили енглеску колонију Суринам безусловно признали првенство Енглеске на мору, право енглеске ратне заставе на поздрав, уступили Енглеској Нову Холандију и Нови Амстердам и који су још у току рата повратили, признали јој разне повластице у Источној Индији и платили 2 милиона гулдена ратне одштете.
Англо-холандским поморским ратовима Холандија је присиљена да првенство у прекоморској трговини и колонијама препусти индустријски развијеној Енглеској. Историја пропасти Холандије као владајуће трговинске нације јесте историја потчињавања трговинског капитала индустријском капиталу (Карл Маркс).